# Parkersburg (Illinois)
Pour les articles homonymes, voir Parkersburg.
Parkersburg est un village situé au sud du comté de Richland dans l'Illinois, aux États-Unis,. Il est incorporé le 3 mai 1927.

## Démographie
Lors du recensement de 2010, le village comptait une population de 199 habitants. Elle est estimée, en 2016, à 201 habitants.

### Source de la traduction
- (en) Cet article est partiellement ou en totalité issu de l’article de Wikipédia en anglais intitulé « Parkersburg, Illinois » (voir la liste des auteurs).